# Дебжно
Дебжно (пољ. Debrzno) град је у Пољској у Војводству поморском. По подацима из 2012. године број становника у месту је био 5241.
.

## Становништво
| 2012. |
| ----- |
| 5.241 |

## Партнерски градови
- Вајнбах
- Huddinge Municipality
- Блатно